# ثقوب تحت الصدغ

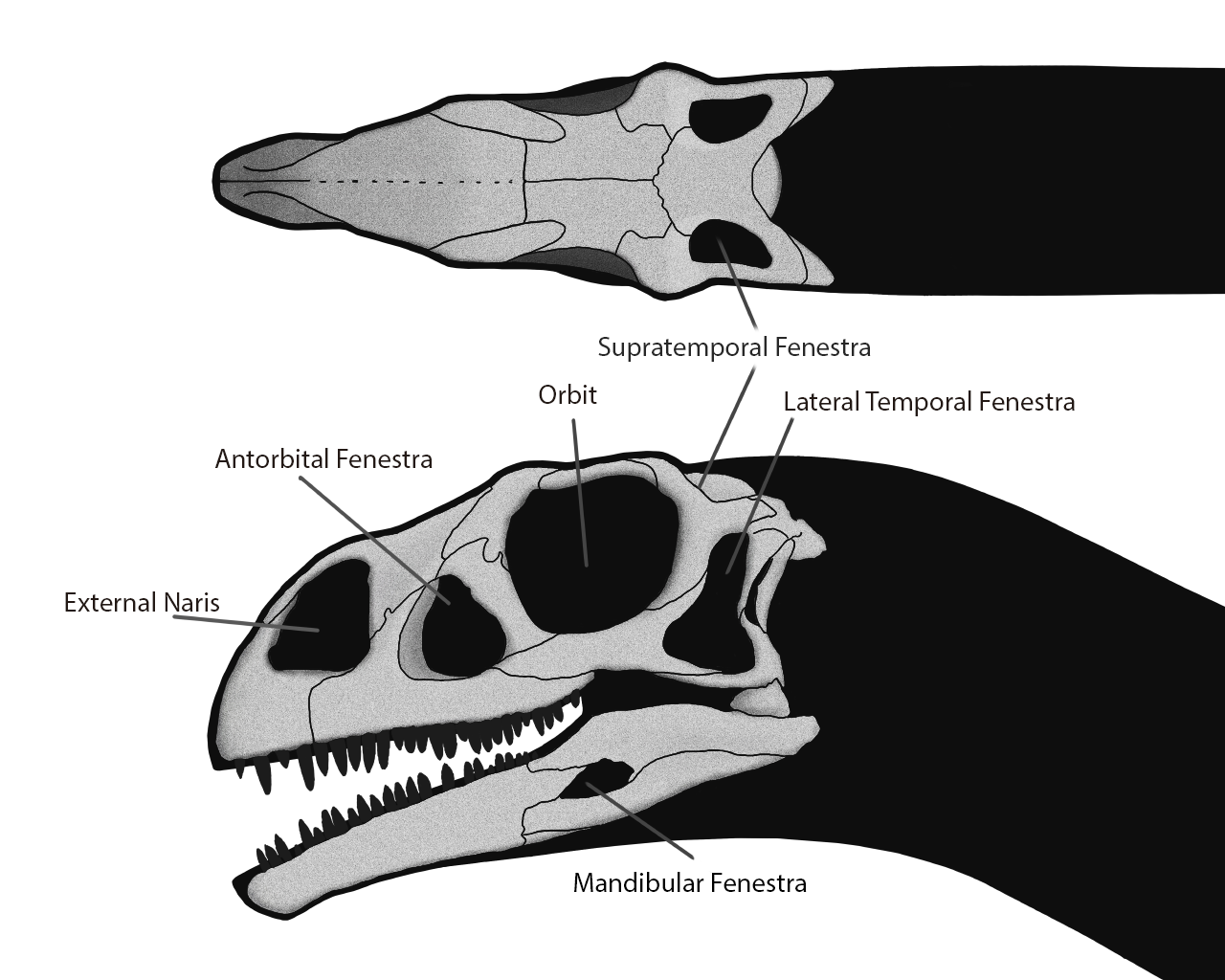
النوافذ الصدغية الجانبية بالنسبة إلى فتحات الجمجمة الأخرى في الديناصور الماسوسبونديلس.

ثقوب تحت الصدغ (باللاتينية: Infratemporal fenestra)، وتسمى أيضا النوافذ الصدغية الجانبية أو ببساطة النوافذ الصدغية، وهي فتحة في الجمجمة خلف محجر العين في بعض الحيوانات. وأما الفتحات التي أمام محجر العين تسمى الثقوب أمام العينية، وكل هاتين الفتحتين تقلل من وزن الجمجمة. عادة ما تكون النوافذ تحت الصدغية في جماجم الديناصورات المتحجرة (وإن لم تكن عالميًا).